# Église Saint-Privat de Vittel
Pour les articles homonymes, voir Église Saint-Privat.
L'église Saint-Privat de Vittel est une église catholique située à Vittel, dans le département des Vosges, en région Grand Est, France.

## Historique
L'église actuelle, de style Renaissance, a été construite entre 1550 et 1560 d'après les plans de l'architecte Arnaud de Labatut.
Elle a été restaurée au XIXe siècle.

## Description
L'église se distingue par un chœur à chevet plat. Sa façade est embellie par un portail monumental et une rosace.

## Protection
L'église est inscrite au titre des monuments historiques par arrêté du 3 mars 1926.